# Central (stacja metra)
Central – stacja metra w Rio de Janeiro, na linii 1 i 2. Zlokalizowana jest pomiędzy stacjami Presidente Vargas, Praça Onze i Cidade Nova. Została otwarta 15 marca 1979.